# Kluger Zoltán
Kluger Zoltán (héberül: זולטן קלוגר, Kecskemét, 1896. február 8. – Manhattan, 1977. május 16.) magyar származású izraeli fényképész.

## Élete
Kluger Bernát (1855–1919) járásbírósági díjnok és Weisz Emília fiaként született. Az első világháború alatt légi fotósként szolgált az Osztrák-Magyar Légierő kötelekében. 1924. október 22-én Budapesten, a Józsefvárosban házasságot kötött Citron Szerénával.
Az 1920-as évek végén Berlinbe költözött, ahol sajtófotósként dolgozott és találkozott a fotográfia legfrissebb újításaival. Ekkoriban Szigeti Vilmossal dolgozott együtt. Többek között a Berliner Illustrierte Zeitung, az Uhu, a RegPress lapjain jelentek meg munkái. A német fővárosban ismerkedett meg Nachman Shifrin újságíróval, az európai zsidó közlemények szerkesztőjével és az egyik legnagyobb berlini fotóügynökség vezetőjével. 
1933 októberében, amikor a zsidók számára lehetetlenné vált, hogy a fényképezés és a hirdetés területén dolgozzanak, Palesztinába utazott, s úgy döntött, hogy ott marad. Moshe Sharett segítségének köszönhetően megkapta az állandó tartózkodási engedélyt azzal az indoklással, hogy gazdasági szempontból „kívánatos személy"-nek számít. Ugyanezen év novemberében Shifrin is Palesztinába költözött, és Tel-Avivban megalapította a The Orient Press Photo Companyt. Ez a cég szolgáltatta a két fő cionista szervezet – a The Foundation Fund (Keren Hayesod) és a The Jewish National Fund (Keren Kayemet L’Israel) – által fölhasznált fotók nagy részét. 1934-ben Kluger csatlakozott hozzá és a társaság vezető fényképeszeként működött. Az 1948-as államalapításig dokumentálta a cionista bevándorlást és letelepedést.
1937 és 1947 között a hadsereg tagja volt és az erec-izraeli légi-fotózás kulcsembereként tevékenykedett. Zalman Schocken megbízásából 250 légi fényképeket készített. Az 1950-es években fényképészi munkája hanyatlani kezdett és anyagi nehézségekkel küzdött. 1951-ben egyetlen fiát, Pault az izraeli légierő kiküldte az Egyesült Államokba műszaki továbbképzésre, ahonnan nem tért vissza hazájába. Klugert felesége azzal fenyegette, hogy öngyilkos lesz, amennyiben nem követheti fiát. 1958 áprilisában kivándoroltak az USA-ba és New Yorkban telepedtek le. Megérkezésük után nem sokkal felesége megbetegedett és meghalt. 
1965-ben újra megházasodott. Lakhelye közelében – ahol a magyar bevándorlók zöme élt – fotós szaküzletet nyitott. Fényképezőgépek, filmek eladásából, a vevőknek nyújtott tanácsadásból tartotta el magát. Kluger édesanyja és nővére, Erzsébet Magyarországon élték túl a holokausztot. Testvére 1956-ban, a családjával az USA-ba emigrált és Kaliforniában telepedett le.
Kluger Zoltán 1977-ben halt meg Manhattanben. A több mint 50 ezer negatívot számláló gyűjteményét szétosztották Izrael több archívuma között, ideértve a Keren Hayesod gyűjteményét, a Központi Cionista Levéltárat, az Izraeli Állami Levéltárat, az Izraeli Védelmi Erők archívumát és a Kormányzati Sajtóhivatalt. 1968-ban, mintegy 40 ezer darab 1933 és 1948 között készült negatívja került az Állami Levéltárba, melyek többségét 2017-ig digitalizálták és kereshető formában elérhetővé tették a Levéltár oldalán.